# Amtsgericht Amorbach

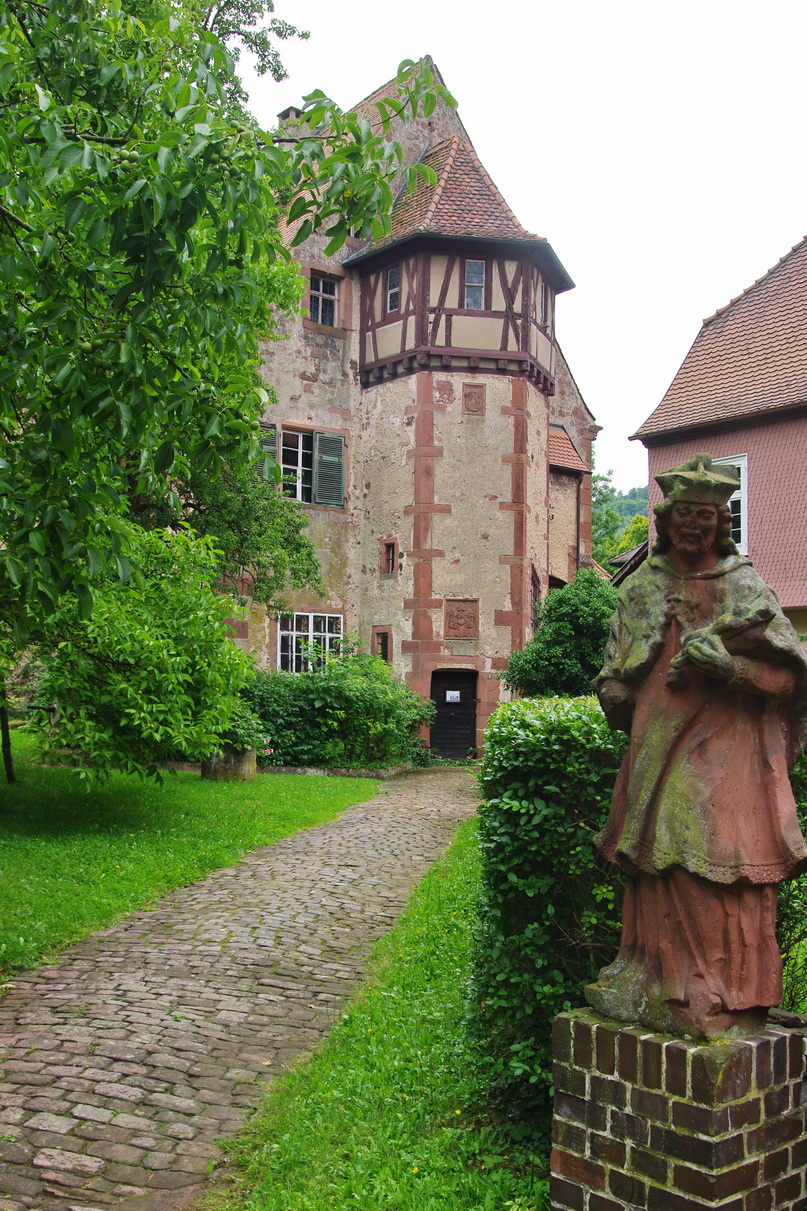
Ehemalige mainzische Amtskellerei; von 1879 bis 1932 Sitz des Amtsgerichts (2012)

Das Amtsgericht Amorbach war ein von 1879 bis 1932 bestehendes bayerisches Gericht der ordentlichen Gerichtsbarkeit mit Sitz in der Stadt Amorbach.

## Geschichte
Anlässlich der Einführung des Gerichtsverfassungsgesetzes am 1. Oktober 1879 wurde ein Amtsgericht zu Amorbach errichtet, dessen Sprengel aus dem bisherigen Landgerichtsbezirk Amorbach gebildet wurde und folglich die damaligen Gemeinden Amorbach, Beuchen, Boxbrunn, Hambrunn, Kirchzell, Ohrenbach, Ottorfszell, Preunschen, Reichartshausen, Schneeberg, Watterbach, Weckbach und Weilbach umfasste. Nächsthöhere Instanz war das Landgericht Aschaffenburg.
Mit Wirkung vom 1. Mai 1932 wurde das Amtsgericht Amorbach aufgehoben und dessen Bezirk mit dem Bezirk des Amtsgerichts Miltenberg vereinigt.
Das Amtsgericht war in den Räumen der ehemaligen mainzischen Amtskellerei in der Kellereigasse untergebracht. Der freistehende zweigeschossige Satteldachbau mit quer dazu stehendem kurzem Seitenflügel und polygonalem Treppenturm wurde 1483 errichtet, diente nach der Schließung des Amtsgerichts als Heimatmuseum und steht unter Denkmalschutz.